# Bahnstrecke Červenka–Litovel
| Kursbuchstrecke (SŽ): | 307                  |                                                     |                                                     |
| Streckenlänge: | 2,531 km             |                                                     |                                                     |
| Spurweite: | 1435 mm (Normalspur) |                                                     |                                                     |
| Streckenklasse: | C4                   |                                                     |                                                     |
| Streckengeschwindigkeit: | 60 km/h              |                                                     |                                                     |
| |                      |                                                     |                                                     |
| \| \| \| von Česká Třebová (vorm. k.k. Nördliche Staatsbahn) \| \| \| \| 0,000 \| Červenka früher Schwarzbach \| Červenka früher Schwarzbach \| \| \| \| nach Olomouc (vorm. k.k. Nördliche Staatsbahn) \| \| \| \| 2,531 \| Litovel früher Littau \| Litovel früher Littau \| \| \| \| nach Senice na Hané (vorm. LB Littau–Groß Senitz) \| \| |                      |                                                     |                                                     |
| Strecke |                      | von Česká Třebová (vorm. k.k. Nördliche Staatsbahn) | von Česká Třebová (vorm. k.k. Nördliche Staatsbahn) |
| Bahnhof | 0,000                | Červenka früher Schwarzbach                         | Červenka früher Schwarzbach                         |
| Abzweig geradeaus und nach rechts |                      | nach Olomouc (vorm. k.k. Nördliche Staatsbahn)      | nach Olomouc (vorm. k.k. Nördliche Staatsbahn)      |
| Bahnhof | 2,531                | Litovel früher Littau                               | Litovel früher Littau                               |
| Strecke |                      | nach Senice na Hané (vorm. LB Littau–Groß Senitz)   | nach Senice na Hané (vorm. LB Littau–Groß Senitz)   |

Die Bahnstrecke Červenka–Litovel ist eine regionale Eisenbahnverbindung in Tschechien, die ursprünglich von der priv. Österreichisch-Ungarischen Staatseisenbahngesellschaft (StEG) als Lokalbahn Littau–Littau Stadt erbaut und betrieben wurde. Sie verläuft von Červenka (Schwarzbach) nach Litovel (Littau).
Nach einem Erlass der tschechischen Regierung ist die Strecke seit dem 20. Dezember 1995 als regionale Bahn („regionální dráha“) klassifiziert.

## Geschichte
Die Konzession für die Lokalbahn Littau–Littau Stadt erhielt die StEG am 11. März 1883 gemeinsam mit den Strecken Sadska–Nimburg und Minkowitz–Swolenowes. Teil der Konzession war die Verpflichtung, die Strecken bis zum 31. Dezember 1883 „zu vollenden und dem öffentlichen Verkehre zu übergeben“. Ausgestellt war die Konzession bis zum 31. Dezember 1965. Eröffnet wurde die Strecke am 10. Juli 1886. Den Betrieb führte die StEG selbst aus. 
Am 1. Jänner 1908 übernahmen die k.k. Staatsbahnen (kkStB) die Betriebsführung. Mit der Verstaatlichung der StEG am 15. Oktober 1909 kam dann auch die Infrastruktur zu den kkStB. Im Jahr 1912 wies der Fahrplan der Lokalbahn sechs Personenzüge 2. und 3. Klasse aus. Sie benötigten für die knapp drei Kilometer lange Strecke acht Minuten. Die Lokalbahn Littau–Groß Senitz eröffnete am 1. August 1914 die Anschlussstrecke nach Groß Senitz. Ein durchgehender Reiseverkehr nach Groß Senitz wurde jedoch zunächst nicht eingerichtet.
Nach dem Zerfall Österreich-Ungarns im Oktober 1918 ging die Strecke an die neu gegründeten Tschechoslowakischen Staatsbahnen (ČSD) über. Der Fahrplan von 1931 verzeichnete sieben tägliche Personenzugpaare 3. Klasse, von denen vier bis Litovel-Chořelice durchgebunden waren. Mitte der 1930er Jahre wurde der Reiseverkehr schließlich zugunsten neueingerichteter Autobuslinien eingestellt.

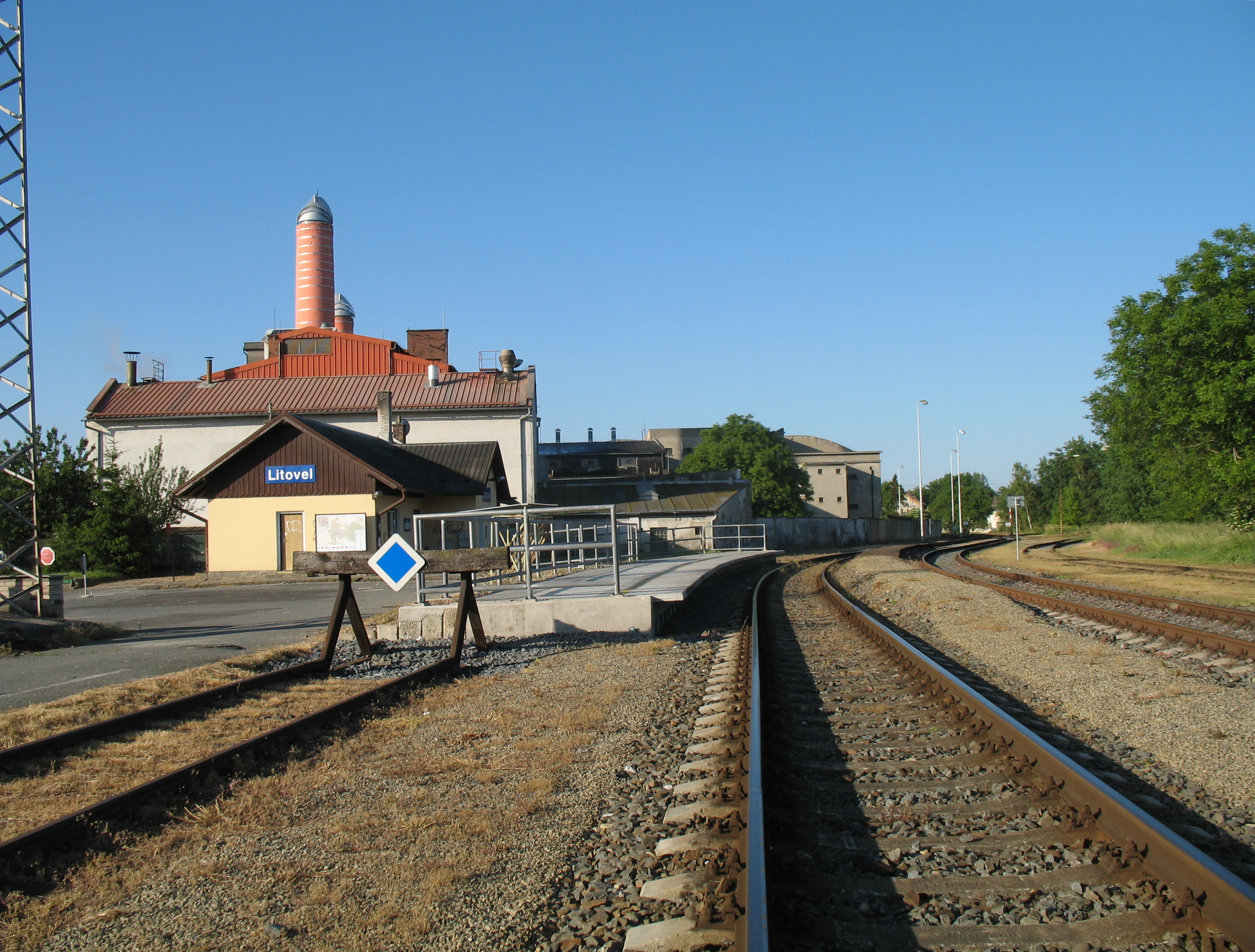
Bahnhof Litovel (2017)

Im Zweiten Weltkrieg lag die Strecke zur Gänze im Protektorat Böhmen und Mähren. Betreiber waren jetzt die Protektoratsbahnen Böhmen und Mähren (ČMD-BMB). In jener Zeit wurde auch der Reiseverkehr wieder aufgenommen. Im Fahrplan von 1944 waren drei Reisezugpaare verzeichnet, die nun durchgängig bis Senice verkehrten.
Am 9. Mai 1945 kam die Strecke wieder vollständig zu den ČSD. Als Neuerung kamen nun im Reiseverkehr überwiegend moderne Motorzüge zum Einsatz. Der erste Nachkriegsfahrplan von 1945 verzeichnete insgesamt 13 Zugpaare zwischen Červenka und Litovel pivovar, von denen vier bis Senice na Hané durchgebunden waren. 
Am 1. Januar 1993 ging die Strecke im Zuge der Auflösung der Tschechoslowakei an die neu gegründeten České dráhy (ČD) über. Seit 2003 gehört sie zum Netz des staatlichen Infrastrukturbetreibers Správa železniční dopravní cesty (SŽDC).
Im Jahresfahrplan 2013 wird die Strecke täglich im Zweistundentakt von Personenzügen bedient, die zumeist von und nach Prostějov durchgebunden werden.